# Edyl (urzędnik w Krakowie)
Edyl (łac.  aedilis) – staropolski urząd miejski istniejący wyłącznie w Krakowie. 
Edylowie zarządzali z ramienia miasta kościołem mariackim. Wybierano ich spośród miejskich rajców, a swoją funkcję pełnili dożywotnio. Urząd ten cieszył się w mieście bardzo wysokim prestiżem.